# Chancellor Records
La Chancellor Records (nota anche come Chancellor) è stata una casa discografica statunitense fondata nel 1957 da Robert Marcucci e Peter De Angelis, noti autori di canzoni.
Tra i principali artisti della casa discografica sono da ricordare Frankie Avalon e Joe Damiano.